# Laverton (West-Australië)
Laverton, oorspronkelijk British Flag genaamd, is een plaats in de regio Goldfields-Esperance in West-Australië. Het ligt aan de westelijke grens van de Grote Victoriawoestijn, 957 kilometer ten oostnoordoosten van Perth, 359 kilometer ten noordnoordoosten van Kalgoorlie en 359 kilometer ten oosten van Leonora. In 2021 telde Laverton 907 inwoners tegenover 639 in 2006. Daarvan had meer dan 25 % een aboriginesafkomst.

## Geschiedenis
De oorspronkelijke bewoners van de streek waren de Waljen Aborigines. Vanaf de jaren 1890 trokken die echter meer naar het zuiden en namen de Nangatadjara Aborigines uit het oosten het gebied in.
In de tweede helft van de 19e eeuw trokken verschillende ontdekkingsreizigers door de streek waaronder Ludwig Leichhardt en John Forrest. Forrest was op zoek naar de vermiste Leichhardt. Na de ontdekkingsreizigers betraden de sandelhoutverzamelaars de streek. En op het einde van de 19e eeuw volgden de goudzoekers. Onder de goudzoekers viel dr. Charles W. Laver op. Hij fietste in 1896 vanuit Coolgardie naar British Flag nadat Tom Potts, George McOrmish en Harry Dennis er eerder dat jaar goud gevonden hadden op een plaats die ze British Flag noemden. Hij keerde terug met 600 ons goud en werd een enthousiast promotor van de streek. Laver werd door de Aborigines Mister Doctor genoemd.
Tegen 1897 ontstond een nederzetting ten westen van de Craiggiemore-goudmijn. De Aborigines noemden de plaats Buckanoo maar de inwoners wensten de plaats Laverton te noemen. In 1898 werd de plaats Laverton genoemd. Het Laverton Progress Committee vroeg de overheid er een dorp te stichten maar tegen dan was de plaats niet geschikt meer. De mijnwerkers vestigden zich drie kilometer verder. In 1900 stichtte de overheid er officieel het plaatsje Laverton.
Het gerechtsgebouw en postkantoor van Mount Margaret werden in 1899 afgebroken en in Laverton heropgebouwd. In 1901 werd een staatsbasisschooltje geopend.
In 1903 bereikte de spoorweg vanuit Malcolm Laverton. Er werden een spoorwegstation en een woning voor de stationschef gebouwd. De spoorweg zou tot 1957 in dienst blijven. De prijs van goud was laag in de jaren 1960 en men vreesde voor het voortbestaan van Laverton. In 1969 vond Ken Shirley, een freelance mijnbouwkundig onderzoeker voor Poseidon NL, nikkel in de nabijheid van Mount Windarra. Het aandeel van Poseidon NL boomde maar het was Western Mining Corporation die het Windarra Nickel Project ontwikkelde. De bevolking van Laverton vervierdubbelde.
Het Windarra Nickel Project werd in 1994 stop gezet. De stijgende goudprijs zorgde echter voor een stijging van de goudmijnactiviteit waardoor Laverton overleefde. De Granny Smith en Sunrise Dam-goudmijnen liggen ten zuiden van Laverton en de Murrin Murrin nikkel en kobalt ondernemingen ten westen.

## 21e eeuw
Laverton is het administratieve en dienstencentrum van het lokale bestuursgebied Shire of Laverton. De belangrijkste economische sectoren van het district zijn mijnbouw en toerisme.
Er is een zwembad, politiekantoor, golfbaan, Australisch voetbalveld (En: oval) en een hospitaal.

## Toerisme
Het Great Beyond Visitor Centre bevindt zich in Laverton en biedt informatie over onder meer:
- de Great Beyond Explorers' Hall of Fame, een museum over de geschiedenis van de noordelijke goudvelden
- de Outback Way, een 2800 kilometer lange 4x4-reis die in Laverton aanvangt en door woestijngebied, via Alice Springs, tot in Winton in Queensland loopt
- het Old Police Precinct, bestaat uit enkele gebouwen uit de late 19e eeuw die kunnen bezocht worden
- de Windarra Mine Site Lookout, biedt een uitzicht over de gesloten mijnsite waar alle infrastructuur nog aanwezig is
- de Laverton Outback Gallery, galerij waar kunst tentoongesteld en verkocht wordt, gemaakt door de Wongatha Aborigines
- de Golden Quest Discovery Trail, een toeristische autoroute door de oostelijke en noordelijke goudvelden waarvan Laverton de eindhalte is
- tal van spookdorpen, verlaten mijnplaatsjes, rond Laverton
- het bronzen standbeeld van dr. Charles W. Laver[7]

## Klimaat
Laverton heeft een warm woestijnklimaat, BWh volgens de Klimaatclassificatie van Köppen. De gemiddelde jaarlijkse temperatuur ligt rond 20 °C en gemiddelde jaarlijkse neerslag bedraagt iets meer dan 200 mm.
| Maand                                  | jan  | feb  | mrt  | apr  | mei  | jun  | jul  | aug  | sep  | okt  | nov  | dec  | Jaar  |
| -------------------------------------- | ---- | ---- | ---- | ---- | ---- | ---- | ---- | ---- | ---- | ---- | ---- | ---- | ----- |
| Gemiddeld maximum (°C)                 | 35,8 | 34,8 | 31,9 | 27,2 | 22,1 | 18,5 | 17,8 | 20,0 | 24,5 | 28,0 | 32,1 | 34,9 | 27,3  |
| Gemiddeld minimum (°C)                 | 20,5 | 20,0 | 18,0 | 13,9 | 9,5  | 6,6  | 5,2  | 6,4  | 9,5  | 12,8 | 16,6 | 19,3 | 13,2  |
|                                        |      |      |      |      |      |      |      |      |      |      |      |      |       |
| Neerslag (mm)                          | 26,5 | 31,4 | 31,0 | 21,9 | 22,5 | 23,1 | 16,2 | 13,1 | 8,7  | 9,7  | 14,9 | 18,5 | 237,5 |
| Regendagen (dag)                       | 2,5  | 2,7  | 2,8  | 2,6  | 3,0  | 3,4  | 3,0  | 2,4  | 1,4  | 1,5  | 2,1  | 2,4  | 29,8  |
| Relatieve luchtvochtigheid (%)         | 21   | 23   | 26   | 32   | 40   | 47   | 43   | 35   | 26   | 21   | 20   | 30   | 30,4  |
| Bron: Australian Bureau of Meteorology |      |      |      |      |      |      |      |      |      |      |      |      |       |